# Municipio de Jefferson (condado de Taylor)
El municipio de Jefferson (en inglés: Jefferson Township) es un municipio ubicado en el condado de Taylor en el estado estadounidense de Iowa. En el año 2010 tenía una población de 294 habitantes y una densidad poblacional de 3,97 personas por km².

## Geografía
El municipio de Jefferson se encuentra ubicado en las coordenadas 40°35′53″N 94°32′13″O / 40.59806, -94.53694. Según la Oficina del Censo de los Estados Unidos, el municipio tiene una superficie total de 74.09 km², de la cual 73,27 km² corresponden a tierra firme y (1,12 %) 0,83 km² es agua.

## Demografía
Según el censo de 2010, había 294 personas residiendo en el municipio de Jefferson. La densidad de población era de 3,97 hab./km². De los 294 habitantes, el municipio de Jefferson estaba compuesto por el 98,64 % blancos, el 0,34 % eran amerindios, el 0,68 % eran asiáticos, el 0,34 % eran de otras razas. Del total de la población el 2,04 % eran hispanos o latinos de cualquier raza.